# Cerastes
Cerastes es un género de serpientes de la familia Viperidae que  incluye a tres especies venenosas de víboras propias de regiones desérticas y semidesérticas de Irán, Arabia y ciertas zonas de África. Reciben el nombre común de víboras cornudas, por las prominentes escamas que tienen sobre los ojos.

## Especies
- Cerastes boehmei Wagner & Wilms, 2010
- Cerastes cerastes (Linnaeus, 1758)
- Cerastes gasperettii Leviton y Anderson, 1967
- Cerastes vipera (Linnaeus, 1758)